# آقنجيلر
آقنجيلر (بالكردية: Tokarîs‏) هي بلدة كردية في مديرية كاخته في محافظة أديامان في تركيا. بلغ عدد سكانها 1658 نسمة في عام 2021.
كانت تُعرف البلدة باسم «توكاريس» حتى عام 1889.